# Undzson
Undzson (hangul: 운전군, Undzson-kun, handzsa: 雲田郡, RR: Unjŏn-kun, ’felhős szántóföld’) megye Észak-Koreában, Észak-Phjongan (P'yŏngan) tartományban.
1952-ben hozták létre Csongdzsu (Chŏngju) és Pakcshon (Pakch'ŏn) megyék egyes részeiből.

## Földrajza
Nyugatról Csongdzsu (Chŏngju), északról Thecshon (T'aech'ŏn), keletről Pakcshon (Pakch'ŏn), délről a Sárga-tenger (Koreában „Nyugati-tenger”) határolja.

## Közigazgatása
1 községből (up (ŭp)) és 25 faluból (ri (ri)) áll:
| - Undzson-up (운전읍; 雲田邑, Unjŏn-ŭp) - Kaszan-ri (가산리; 嘉山里, Kasan-ri) - Kvanhe-ri (관해리; 觀海里, Kwanhae-ri) - Kurjon-ri (구련리; 九蓮里, Kuryŏn-ri) - Kumgje-ri (금계리; 金鷄里, Kŭmgye-ri) - Tejon-ri (대연리; 大淵里, Taeyŏn-ri) - Teo-ri (대오리; 大鰲里, Taeo-ri) - Togam-ri (덕암리; 德巖里, Tŏgam-ri) - Togvon-ri (덕원리; 德元里, Tŏgwŏn-ri) - Tongszam-ri (동삼리; 東三里, Tongsam-ri) - Tongcshang-ri (동창리; 東倉里, Tongch'ang-ri) - Rjongbong-ri (룡봉리; 龍鳳里, Ryongbong-ri) - Poszok-ri (보석리; 寶石里, Posŏk-ri) | - Pongdok-ri (봉덕리; 鳳德里, Pongdŏk-ri) - Pugil-ri (북일리; 北一里, Pugil-ri) - Szamgvang-ri (삼광리; 三光里, Samgwang-ri) - Szoszam-ri (서삼리; 西三里, Sŏsam-ri) - Szonghak-ri (송학리; 松鶴里, Songhak-ri) - Sino-ri (신오리; 新五里, Sino-ri) - Ogja-ri (옥야리; 玉野里, Ogya-ri) - Undzson-ri (운전리; 雲田里, Unjŏn-ri) - Unha-ri (운하리; 雲河里, Unha-ri) - Vonszo-ri (원서리; 院西里, Wŏnsŏ-ri) - Volhjon-ri (월현리; 月峴里, Wŏlhyŏn-ri) - Cshongdzsong-ri (청정리; 淸亭里, Ch'ŏngjŏng-ri) - Hakszan-ri (학산리; 鶴山里, Haksan-ri) |

## Gazdaság
Undzson (Unjŏn) megye gazdasága élelmiszergyártásra, papírgyártásra, ruhaiparra és gyapottermesztésre épül.

## Oktatás
Undzson (Unjŏn) megye egy mezőgazdasági főiskolának, és ismeretlen számú általános- és középiskolának ad otthont.

## Egészségügy
A megye ismeretlen számú egészségügyi intézménnyel rendelkezik, köztük saját kórházzal.

## Közlekedés
A megye közutakon Phenjan (P'yŏngyang) és Sinidzsu (Sinŭiju) felől közelíthető meg. A megye vasúti kapcsolattal rendelkezik, a Phjongi (P'yŏngŭi) vasútvonal része.